# أختر أنت

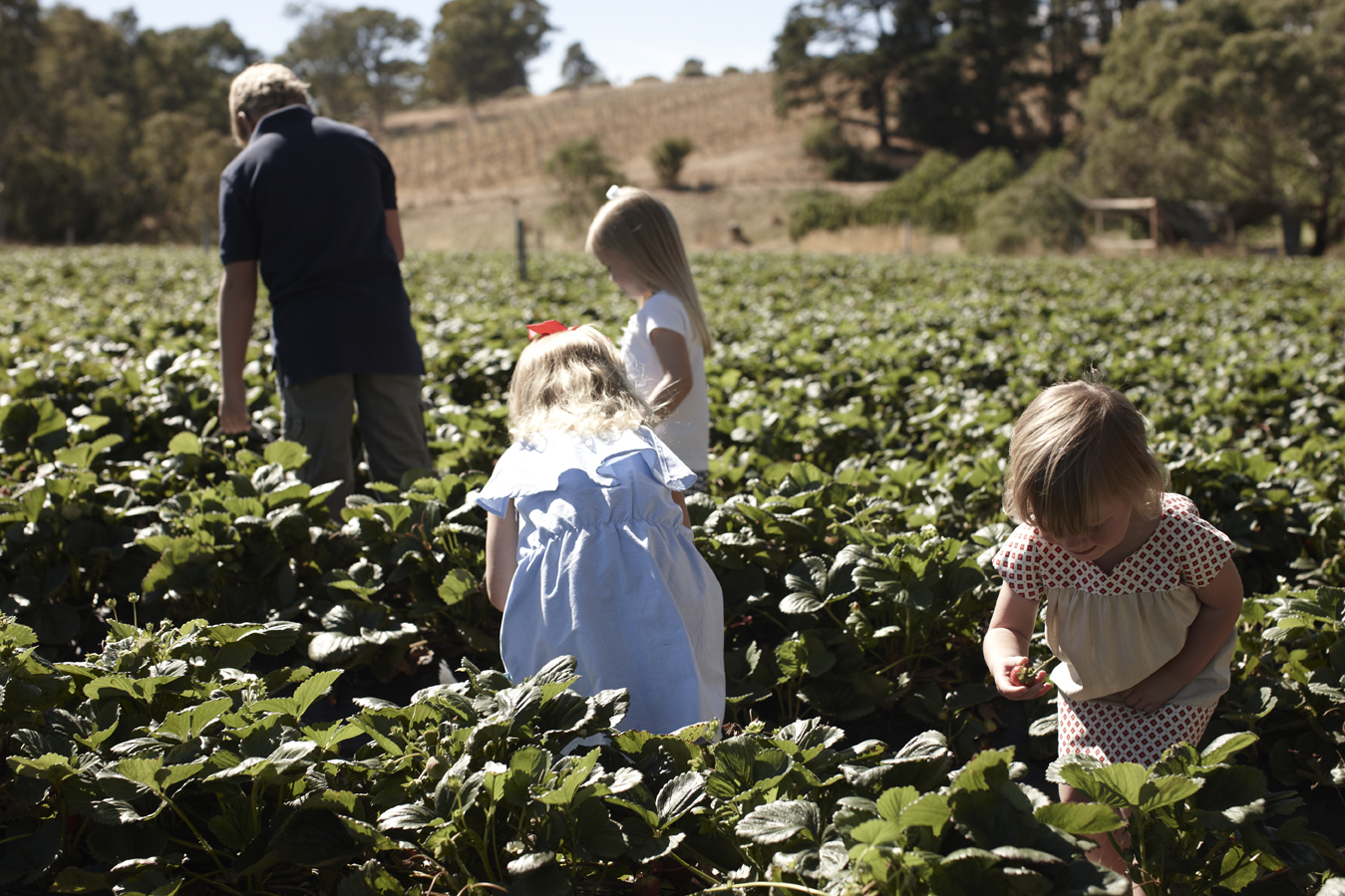

إن نظام اختر أنت أو اختر المزرعة الخاصة بك أو ( You-Pick and Pick-Your-Own(PYO) هي نوع من استراتيجيات التسويق المباشر للمزرعة (من المزرعة إلي المائدة)حيث يكون التركيز علي العملاء الذين يقومون بعملية الحصاد بأنفسهم. قد يفضل اختر أنت أوPYO من قبل الأشخاص الذين يرغبون في اختيار منتجات طازجة وعالية الجودة، والتي يتم إنتاجها بأنفسهم بأسعار منخفضة .

## مزايا تسويق أختر أنت
هذه الاستراتيجية ليست فريدة من نوعها وربما كانت موجودة طالما أن المزارعين قد زرعوا أكثر مما يمكن بيعها بالجملة أو تستهلك في المزرعة .تعمل عمليات اختر أنت - U-Pick كأسلوب بيع بديل يعتمد علي نوع المنتج الذي ينمو فيه المزارع وقاعدة عملاء المزرعة، يمكنها أن تكمل استراتيجيات التسويق الأخرى .
هذه الاستراتيجية تتمتع بالعديد من المزايا :  
- تؤدى المبيعات المباشرة إلي المستهلك إلي خفض تكاليف التشغيل وتحقيق ربح حتى لو كانت الأسعار أقل .
- لا توجد تكاليف النقل ولا حاجة للعمل الموسمي.
- انخفاض تكاليف التعبئة نظرا لأنه يتم تشجيع العملاء علي جلب حقائبهم الخاصة، ويتم تضمين علب التوت في السعر .
- الدخل هو في متناول اليد عندما يترك المستهلك المزرعة .
- بما أن العملاء مسموح لهم وغالبا ما يتم تشجيعهم علي تناول الطعام أثناء النقل، فإن رسوم الدخول عادة ما تغطى أي منتج يمكن أن يتناوله العملاء، وعلي الرغم من ذلك، غالبا ما نكون المنتجات في مزارع U-Pickأقل تكلفة حيث أن تكلفة استئجار المزارعين لحصاد المنتجات غير محصورة.

## عيوب تسويق أختر أنت
كما هو الحال في أي نوع من نظام التسويق المباشر، يجب تحديد العملاء المحتملين. تتنوع وسائل القيام بذلك، من المراسلات المباشرة إلي النشرات الإعلانية أو الإعلانات المطبوعة . يمكن لمستوى المنافسة في المنطقة أيضا أن تملي أنواع المحاصيل والخدمات التي يوفرها المنتجون. يجب علي العاملين الخاصين بالمالك تحديد عدد المزارع المماثلة في المنطقة ونوع المحاصيل التي تنتجها والخدمات المقدمة،  حتى لا تغمر السوق. إحدى الاستراتيجيات لتجنب ذلك هي زراعة المحاصيل أو حصادها في أوقات مختلفة أو تمديد الموسم في البيوت المحمية أو الصواني للمساعدة في إطالة موسم الحصاد وربما يزيد عدد العملاء الذين ما زالوا يبحثون عن المنتجات الطازجة المزروعة محليا. بالإضافة إلى ذلك، يمكن إضافة خدمات أو منتجات خاصة إلى العملية التجارية للحصول على حصة في السوق. بعض الأمثلة هي الأطعمة المطبوخة والمخبوزة، وخدمات المناظر الطبيعية، النباتات، والزهور، والبذور، والأعشاب، والحرف المنزلية

### عيوب أخرى لتسويق أختر أنت
- يزيد مسؤولية التأمين.
- يجب على المنتج قبول السعر المحلي لمنتجاته.
- يمتد يوم عمل المنتج مع إدارة المبيعات.
- يتم تمديد أسبوع العمل حيث تتطلب عطلات نهاية الأسبوع ساعات أطول .
- قد لا يكون المنتج متميزا لبيع منتجاته.
- بمجرد تزويد الطلب المحلي بالسوق، يجب على المنتج أن ينظر إلى الأسواق الإقليمية أو بيع المنتج في شكل مختلف، مثل :  معلب، ومطبوخ، أو مدخن، أو مجمد، على سبيل المثال.
- قد يكون من الصعب التحكم في العملاء ورفضهم .